# Bahnbetriebswerk Rosenheim

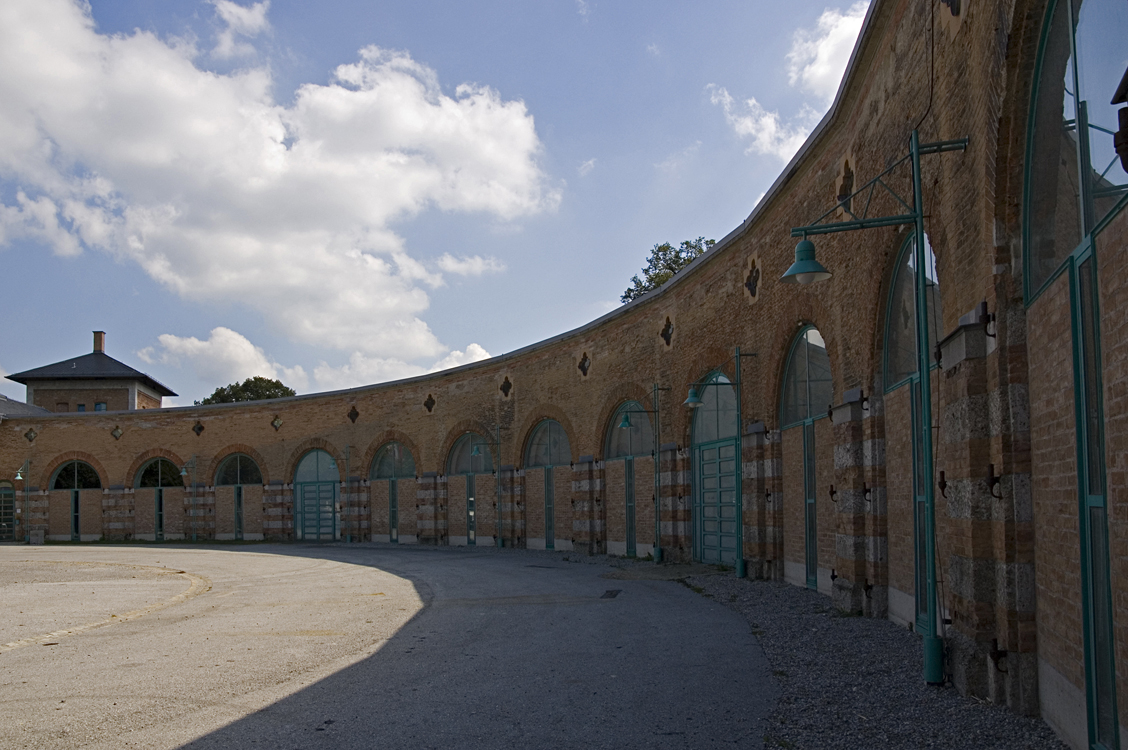
Der alte Lokschuppen, heute Ausstellungshalle

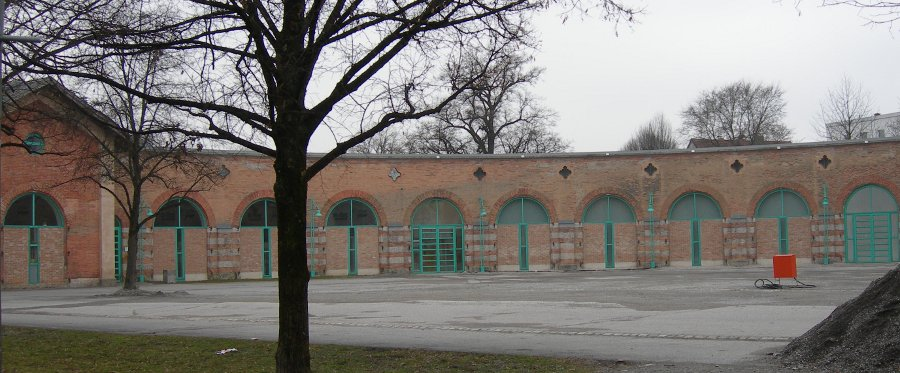
Lokschuppen Rosenheim

Das Bahnbetriebswerk Rosenheim war ein Bahnbetriebswerk in Rosenheim, Oberbayern. Streng genommen waren im Laufe der Jahrzehnte nacheinander mehrere Betriebsstellen mit dieser Bezeichnung in Betrieb.

## Provisorium und erste Betriebswerkstätte
Mit der Fertigstellung der Maximiliansbahn von München über Holzkirchen nach Kufstein und dem Eintreffen des ersten Zuges am 24. Oktober 1857 im alten Bahnhof Rosenheim begann der Aufbau von Einrichtungen für den Betriebsmaschinendienst. Zunächst wurde im Bereich der heutigen Innleite eine provisorische Werkstätte errichtet.
Gut ein Jahr später, im November 1858 konnte die Betriebswerkstätte Rosenheim zusammen mit den Bahnhofsanlagen in Betrieb genommen werden. Sie lag an der westlichen Seite der Gleisanlagen in Höhe des damaligen Empfangsgebäudes, das heute als Rathaus genutzt wird. Das Kernstück der Anlage bildete ein 19-ständiger Halbrundschuppen mit Werkstattanbauten an den Kopfseiten und einem Wasserhaus.
Die vorhandenen Kapazitäten reichten bald nicht mehr aus. Ab 1872 wurden Bahnhof und Betriebswerkstätte am heutigen Standort neu gebaut. Nach der Eröffnung des neuen Bahnhofs im Jahr 1876 wurden die bestehenden Gleisanlagen abgebrochen, die Grundstücke und die nur wenige Jahre alten Gebäude erwarb die Stadt Rosenheim. Der Lokschuppen wurde in den folgenden Jahrzehnten unter anderem als Lagerhaus, Bibliothek, Stadtarchiv und Turnhalle genutzt und blieb so erhalten. Das Gebäude ist seit 1983 Baudenkmal und dient seit 1988 als Ausstellungszentrum mit überregionaler Bedeutung.

## Der zweite Bahnhof und das neue Bahnbetriebswerk
Das neue Bahnbetriebswerk (Bw) war großzügig angelegt, zwei Halbkreisschuppen mit 26 und 28 Ständen bildeten das Kernstück der Betriebswerkstätte. Nicht weniger imposant waren die Werkstatt- und Verwaltungsgebäude sowie das angebaute Wasserhaus. Der markante Wasserturm wurde etwas später im Rahmen einer Erweiterung gebaut, ebenso waren umfangreiche Anlagen zur Wagenreparatur und eine sogenannte Gasanstalt (zur Versorgung der gasbeleuchteten Wagen) vorhanden. Ebenso gab es sehr umfangreiche Anlagen zur Vorhaltung und Trocknung von Lokomotivtorf.
Das Bw wurde im Laufe der Zeit immer wieder erweitert und den neuen Anforderungen angepasst, so wurde die östliche Drehscheibe samt dem zugehörigen Ringlokschuppen im Zuge der Strecken-Elektrifizierung um Rosenheim Ende der 1920er Jahre mit dem Fahrdraht überspannt.
Ende der 1930er Jahre wurde eine Großbekohlungsanlage mit Brückenkran und großem Kohlenbunker (bis heute erhalten) und eine dritte große 26-m-Drehscheibe (kleinere Wagendrehscheiben waren über die Jahrzehnte diverse an verschiedenen Stellen in Betrieb genommen, verlegt oder abgebaut worden) in der westlichsten Ecke des Bw errichtet. Diese wurde in den vierziger Jahren nötig, um die hier stationierten Kriegslokomotiven der Baureihe 52 mit Kondenstender drehen zu können.
Im Frühjahr 1945 wurden der Bahnhof und das Bahnbetriebswerk durch mehrere alliierte Luftangriffe zu weiten Teilen zerstört. Vor allem der (westliche) Dampflok- und der halbe (östliche) Ellokrundschuppen wurden stark beschädigt.

## Das letzte Bahnbetriebswerk nach dem Krieg
Nach Ende des Krieges erfolgte rasch der Wiederaufbau. Nur mehr ein Teil des östlichen (Ellok-)Ringlokschuppens war in den 1950er Jahren vorhanden, vieles blieb lange Zeit improvisiert.
Im Jahre 1964 wurde für die Dampflokomotiven und später die Dieselloks und Triebwagen die fünfgleisige, rechteckige Lokhalle mit Verwaltungs- und zweigleisigem Wagenwerkstattanbau ihrer Bestimmung übergeben. Daneben wurde bereits bald nach dem Krieg ein großes Heizhaus neben der Großbekohlungsanlage errichtet, welches direkt durch den Greiferkran mit Kohle beschickt werden konnte. Der verbliebene Rest des Ellokschuppens wurde Anfang der 1960er Jahre abgebrochen, für die Elloks verblieben nun nur noch Freistände an der verbliebenen 22-m-Drehscheibe.
Die meisten Gebäude und Anlagen dieses abermals neuen Bw Rosenheim sind heute zwar stillgelegt, aber noch vorhanden, so die Rechteckhalle, das Heizhaus, der Bekohlungskran etc. An einigen Stellen findet man auch noch Relikte des alten, bayerischen Bw, so das Gebäude der Gasanstalt, die Fundamente des östlichen Ringlokschuppens etc. Auch kann man anhand der Lage stillgelegter Gleise noch auf die Position des alten Werkstattgebäudes schließen.

## Die SANA
Ein besonderes Kapitel des Bw Rosenheim ist die SANA. „SANA“ steht als Kürzel für die sogenannte Sanierungs-Anlage welche ursprünglich 1916 zur Entlausung und „Sanierung“ von Lazarettzügen und Armee-Einheiten zwischen den Bahnhöfen Rosenheim und Kolbermoor (quasi neben dem Streckengleis der Mangfalltalbahn Holzkirchen–Rosenheim) gebaut wurde. Das Gelände wurde danach stets für Sonderverladungen (z. B. Militärtransporte und der starke Italienverkehr während des Krieges) verwendet, da eine beidseitige Gleisanbindung und ein weithin damals noch freies Feld großzügige Maßnahmen zuließ. Die SANA wurde nach dem Ende des Krieges als Ausweichstelle für das stark zerstörte Bw Rosenheim herangezogen, was letztlich in einer ungewöhnlichen weiteren Nutzung gipfelte: Aufgrund der Zerstörungen im Ausbesserungswerk München-Freimann wurde bis zum Jahre 1951 hier eine Ellok-Werkabteilung des Ausbesserungswerkes gebaut und in Betrieb genommen. Viele Grundmodernisierungen verschlissener Vorkriegselloks zumeist bayerischer Bauart (E 52, E 32 und E 16) wurden hier vorgenommen.
Diese Außenstelle wurde jedoch wegen der zwischenzeitlich wiederhergestellten Kapazitäten in Freimann bereits 1953 wieder geschlossen. Die Anlagen wurden noch einige Zeit durch das Bw Rosenheim weitergenutzt, bis im eigentlichen Areal des Bw wieder ausreichend Kapazitäten (z. B. Bau des neuen Rechteckschuppens) vorhanden waren. Das SANA-Gelände wurde nach der Schließung dieser AW-Außenstelle noch bis in die 1970er Jahre für verschiedene Zwecke genutzt (Viehverladung, Abstellanlage, Güterverladung etc.). Es war jedoch ein stetiger Niedergang am Mitte der 1960er Jahre zu verzeichnen. Bis in die 1980er Jahre konnte der Zugverkehr zwischen Kolbermoor und Rosenheim alternativ über das „Sana-Gleis“ geleitet werden, aufgrund des fehlenden Fahrdrahtes in der SANA wurde dieses nach der Elektrifizierung der Mangfalltalbahn aber kaum mehr genutzt.
Das Gebäude dieser AW-Außenstelle steht noch heute (heute bekannt als „Deutschmann-Halle“) und im Inneren ist noch immer die einstige Bestimmung zu erkennen. Noch heute trägt der letzte Gleisstutzen der früheren Zufahrt im Bahnhof Rosenheim im Eisenbahner-Jargon den Namen „SANA-Gleis“.

## Betrieb
Der Bahnhof und das Bw Rosenheim erhielten schon bald nach dem Bahnbau eine wichtige Position als Lokwechselbahnhof und Knoten zwischen München und Salzburg bzw. Kufstein.
Im 19. Jahrhundert hatten die Lokomotiven eine deutlich geringere Reichweite und der bis zur Jahrhundertwende im Süden Bayerns bei der Lokfeuerung zur Anwendung kommende Torf (vor allem im Bereich um das torfreiche Rosenheim) spielte eine Rolle bei diesem Aufwands-intensiven Betrieb. Mit der Inbetriebnahme der deutlich kürzeren Strecke von München über Grafing in den 1870er Jahren (bis dahin nahmen die Züge gezwungenermaßen den doch recht langen und schweren Weg über Deisenhofen, Holzkirchen und dem Mangfalltal nach Rosenheim) verlagerte sich dieses etwas und die hochwertigen Verkehre fuhren meist von München bis Salzburg bzw. Kufstein ohne Lokwechsel durch. Rosenheim war daher zumeist vornehmlich vom Güter- und Nahverkehr geprägt, so dass hier stets eine hohe Anzahl an Güterzug- und Personenzugdampfloks stationiert war. Lange Zeit waren dieses im Güterverkehr die bayerischen CII, CIII und CIV, die CVI waren dagegen nur in geringer Zahl vertreten. Im Reisezugverkehr war so ziemlich alles an bayerischen Maschinen vorhanden, vor allem die Baureihen BV, BVI und BIX. Aber es waren auch andere Fahrzeuge des Reisezugverkehrs stationiert, so die BX und die BXI, wenn auch eher in geringer Anzahl.
Nach dem Ersten Weltkrieg und der Überführung der bayerischen Eisenbahn in die Deutsche Reichsbahn kamen auch preußische Baureihen nach Rosenheim, einem kurzen Intermezzo von G 7.2 folgen in großer Zahl G 10 und G 12, welche zumeist fabrikneu nach Rosenheim kamen. Die im ganzen Reichsgebiet vertretenen „typischen Preußen“ P 8 (38.10–40) und T 18 (78.0–5) spielten in Rosenheim dagegen nie eine wirklich bedeutende Rolle.
Von Rosenheim aus wurden auch zahlreiche Nebenbahnen bedient, so dass sich hier auch eine bunte Palette von bayerischen Lokalbahnlokomotiven einfand. Besonders in Erinnerung geblieben sind die bayerischen Baureihen Pt2/3 (DR-Baureihe 70.0) und PtL2/2 (DR 98.3) welche lange in Rosenheim zu Hause waren und eine wichtige Rolle im Nahverkehr der nicht elektrifizierten Strecken um Rosenheim bis Ende der 1950er Jahre spielten.
Im Jahre 1927 wurde die Strecke von München bis Rosenheim elektrifiziert, im selben Jahr wurde Kufstein elektrisch erreicht, 1928 erhielt die Strecke nach Salzburg den Fahrdraht. Mit der Elektrifizierung nahm der Dampflokbestand zum ersten Mal drastisch ab. Die 1920 auch nach Rosenheim für den hochwertigen Verkehr neu gelieferten Lokomotiven der bayerischen Bauart P3/5H (38.4) sowie die preußische G 12 wurden komplett abgegeben. Die Baureihe E 16 besorgten nun für viele Jahrzehnte lang die Beförderung hochwertiger Reisezüge, während die E 91 für den Güterzugdienst und die E 60 für den Rangier- und Übergabedienst zuständig war.
In den Zwischenkriegsjahren kam auch eine große Anzahl an Kleinlokomotiven der Bauarten Kö, Köf und Ka in den Bestand des Bw Rosenheim, welche aber auf die jeweils umliegenden kleineren Bahnhöfe verteilt waren, um dort den örtlichen Rangierbetrieb zu erledigen. Vielerorts sind noch heute die Reste der kleinen Köf-Gleise und -Schuppen zu finden.
1938 wurde durch die Verstaatlichung der bis dahin privaten Lokalbahn Aktien-Gesellschaft (LAG) und der daraus folgenden Einvernahme der Anlagen, Personale und Fahrzeuge der LAG des kleinen LAG-Bw in Bad Aibling ein ungewöhnlicher Zuwachs an Fahrzeugen und Anlagen verzeichnet. Das kleine Bw war für die mit Gleichstrom elektrifizierte Lokalbahn Bad Aibling–Feilnbach zuständig und blieb bis auf weiteres in seinen Örtlichkeiten und Besonderheiten auch nach der Einvernahme durch die Reichsbahn als Außenstelle des Bw Rosenheim erhalten. Nach und nach wurde der Betrieb dem der Staatsbahn angepasst. Einige wenige Gebäude erinnern heute noch in Bad Aibling an diese Zeit.
Der „Anschluss Österreichs“ brachte – ebenfalls im Jahre 1938 – einen deutlichen Zuwachs des Verkehrs auf den von Rosenheim aus bedienten Hauptbahnen. In Rosenheim verkehrten nun als Nachfolger der E 91 die E 93 und E 94.
Bis in die 50er Jahre waren auf den elektrifizierten Strecken noch immer auch Dampfloks unterwegs, besonders die alte G 10, welche von den frühen 1920er-Jahren bis Anfang der sechziger Jahre stets (mit Ausnahme der Kriegsjahre, als die „Preußen“ den Dienst in den besetzten Gebieten im Osten verrichten mussten) eine starke Präsenz im Bestand des Bw Rosenheim hatte.
Am 30. November 1952 übernahm man den ersten Uerdinger Schienenbus, der sich nun nach und nach auch hier auf den Nebenstrecken durchsetzte. Am 17. Oktober 1961 traf die erste V 100 in Rosenheim ein, wodurch sich nun endgültig das Ende des Dampfbetriebes ankündigte. Bereits 1962 verschwanden die beiden letzten Rosenheimer Dampfloks, die zur Baureihe 64 gehörten. Jedoch auch die E 60 verloren ihre Arbeitsgebiete zugunsten der neuen V 60.
Ab 1965 wurde die E 44 zur beherrschenden Maschine in und um Rosenheim. 1968 gehörten zehn, 1974 bereits 21 und 1979 nach Übernahme der Freiburger 145er sogar insgesamt 37 Fahrzeuge dieser Baureihe zum Fahrzeugbestand. Danach kam es jedoch zu einer schnellen Reduzierung. Ende Mai 1983 befanden sich hier nur noch elf Maschinen in Z-Stellung. In langen Reihen warteten die 144/145 in diesem Jahr auf dem Betriebsgelände auf ihre Zerlegung.
In den siebziger Jahren verschwanden nun auch die lange hier heimischen E 16 sowie weitere Splittergattungen. Die E 94 waren noch in den 80er Jahren auf den Strecken um Rosenheim zu sehen, jedoch waren diese zu der Zeit bereits in Ingolstadt zu Hause.
Nach und nach verringerte sich der Bestand des Bw Rosenheim auf Schienenbusse der Baureihe VT 98 und Dieselloks der Baureihen V 60 und V 100. Ende der 1980er wurden auch diese mit der Auflösung der Eigenständigkeit des Bw Rosenheim umbeheimatet.

## Das Ende
Am 1. Januar 1982 erfolgte die Zusammenlegung mit der Fahrleitungsmeisterei. Der Personalbestand betrug damals 551 Mitarbeiter. Die Reisezugwagenunterhaltung wurde zum Bw München 4 (Ost) verlegt. 1984 wurde die 22-Meter-Drehscheibe des vierzehnständigen Ringlokschuppens ausgebaut und verschrottet. Die nach dem Krieg mit dem neuen Rechtecklokschuppen neu gebaute 26-Meter-Einheitsdrehscheibe wurde in den frühen 1990er-Jahren stillgelegt und 2005 ausgebaut. Sie befindet sich seitdem im Eisenbahnmuseum Ampflwang in Oberösterreich. Am 1. Januar 1986 zählte das Betriebswerk Rosenheim noch 447 Beschäftigte. Am 1. April folgte die Einstellung der Güterwagenausbesserung. 1987 gehörten insgesamt nur noch 27 Lokomotiven zu Rosenheim, davon 16 Uerdinger Schienenbusse, die vor allem die von Mühldorf am Inn ausgehenden Strecken bedienten. Am 1. Dezember 1989 wechselten die letzten 7 Lokomotiven zum Bw Mühldorf. Rosenheim wurde als Außenstelle, später als Stützpunkt dem Bw München 6 (Steinhausen) unterstellt.